# Духмянка кримська
Духмянка кримська (Ziziphora taurica) — вид квіткових рослин родини глухокропивових (Lamiaceae).

## Біоморфологічна характеристика
Це однорічна рослина 6–30 см заввишки. Листки лінійні чи лінійно-ланцетні. Віночок 9–14 мм завдовжки, у 1.5–2 раза перевищує чашечку.

## Поширення
Східно-Егейські острови, Крим, Ліван-Сирія, Туреччина.
В Україні вид зростає на сухих гірських схилах, приморських пісках — у Криму, сх. ч. передгір'я (від Білогірська до Старого Криму), на ПБК (від Сонячногірського до Планерського), Керченському півострові, досить рідко.